# Ivela auripes
Ivela auripes är en fjärilsart som beskrevs av Butler 1877. Ivela auripes ingår i släktet Ivela och familjen tofsspinnare. Inga underarter finns listade i Catalogue of Life.